# نوع ساعت زیستی
نوع ساعت زیستی شبانه‌روزی یا کرونوتایپ (به انگلیسی: Chronotype) بروز رفتاری در چرخه شبانه‌روزی زیربنایی در فرآیندهای فیزیکی است. نوع ساعت زیستی یک فرد تمایل به خوابیدن در یک زمان خاص در طول یک دوره ۲۴ ساعته است. عصرانه (تأخیر در دوره خواب؛ فعال‌ترین و هوشیارترین در عصر) و صبحگاهی (دوره خواب پیشرفته؛ فعال‌ترین و هوشیارترین در صبح)، دو حالت افراطی هستند که اکثر افراد در زمان‌بندی دوره خواب خود دارند. با این حال، در سراسر دوره رشد انسان، تغییرهایی در تمایل دوره خواب وجود دارد، به طوری که کودکان پیش از بلوغ دوره خواب پیشرفته را ترجیح می‌دهند، نوجوانان دوره خواب با تأخیر را ترجیح می‌دهند و بسیاری از سالمندان نیز دوره خواب پیشرفته را ترجیح می‌دهند.